# 云南拟红眼蝉
云南拟红眼蝉（学名：Paratalainga yunnanensis），一种分布于中国云南省及越南等地的昆虫，是蝉科斑蝉族拟红眼蝉属的一种，模式产地为中国云南西双版纳州景洪市勐龙镇勐宋村。
在中国，本种于2023年被收录入《有重要生态、科学、社会价值的陆生野生动物名录》。